# Beauty Otuedo
Beauty Akinaere Otuedo, née en 1997, est une céiste nigériane.

## Biographie
Beauty Otuedo remporte la médaille d'or en C2 500 mètres avec Ayomide Bello aux Championnats d'Afrique de course en ligne de canoë-kayak 2023 à Abuja, et se qualifie pour les Jeux olympiques d'été de 2024 à Paris.